# Покровка (городской округ Клин)
Покро́вка — деревня в Клинском районе Московской области России, на границе с Солнечногорским районом, входит в состав городского поселения Клин. Сама деревня разделена на две части платформой Покровка железнодорожной магистрали Санкт-Петербург — Москва (Московское отделение Октябрьской железной дороги).
Основные объекты общественного пользования находятся к югу от платформы Покровка, где работают продуктовые и строительные магазины, включая Магнит и Пятерочка, есть аптека.
В центре деревни находятся храм Боголюбской иконы Божией Матери, почта, фельдшерский пункт, детская площадка и магазин.
Общественного транспорта, кроме электричек, в Покровке нет. Рядом со станцией стоят такси. 
По состоянию на август 2024 года кабельный интернет в Покровке был доступен через Teralink и Micron Medi.
В программе ремонта дорог в Московской области в 2025 году, в Покровке запланирован ремонт Ленинградской, Зеленой и Железнодорожной улиц.

## Население
| 1989 | 2002 | 2006 | 2010 |
| ---- | ---- | ---- | ---- |
| 581  | ↘393 | ↗398 | ↘359 |

Вокруг Покровки, как в Солнечногорском, так и в Клинском районах Московской области, располагаются многочисленные СНТ. Самым крупным из них является СНТ Дружба, 1 млн квадратных метров участков.

## История
Покровка возникла благодаря строительству Петербурго-Московской железной дороги (открыта в 1851 году), изначально являлась пристанционным рабочим посёлком. Своё название станция Покровка получила в связи с близостью села Покров (расположено в 5 километрах к северу от станции).
С начала 1950-х годов Покровка стала дачным посёлком. Уже в 1960-е годы здесь имелось свыше 7 тысяч садовых участков.
В старой части деревни ранее были небольшие промышленные предприятия и велась добыча песка.
Согласно постановлению Губернатора Московской области от 21 июня 2004 года № 113-ПГ дачный посёлок Покровка был преобразован в сельский населённый пункт — деревню Покровка — и включён в состав Мисирёвского сельского округа Клинского района.
В 2005 году Покровка, как и другие населенные пункты упраздненного Мисиревского сельского округа, стала относиться к городскому поселению Клин.
В 2006 году власти выделили земельный участок для строительства церкви во имя иконы Боголюбской Божией Матери. До постройки церковь занимала помещение бывшего клуба.